# Brasserie

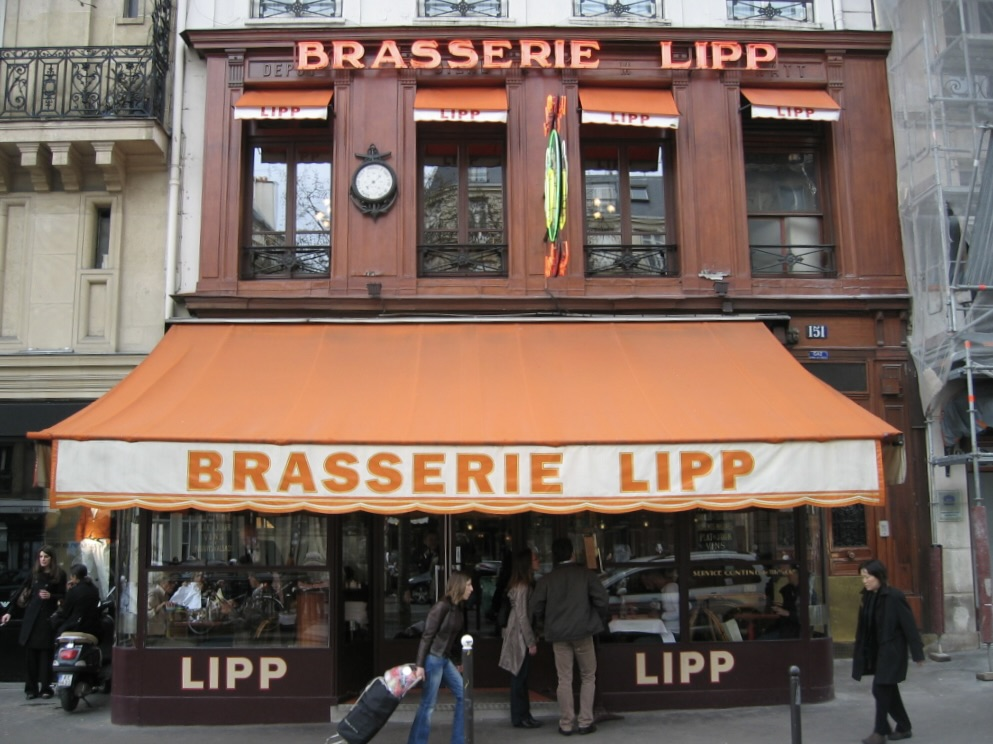
A Brasserie Lipp frontja Párizsban

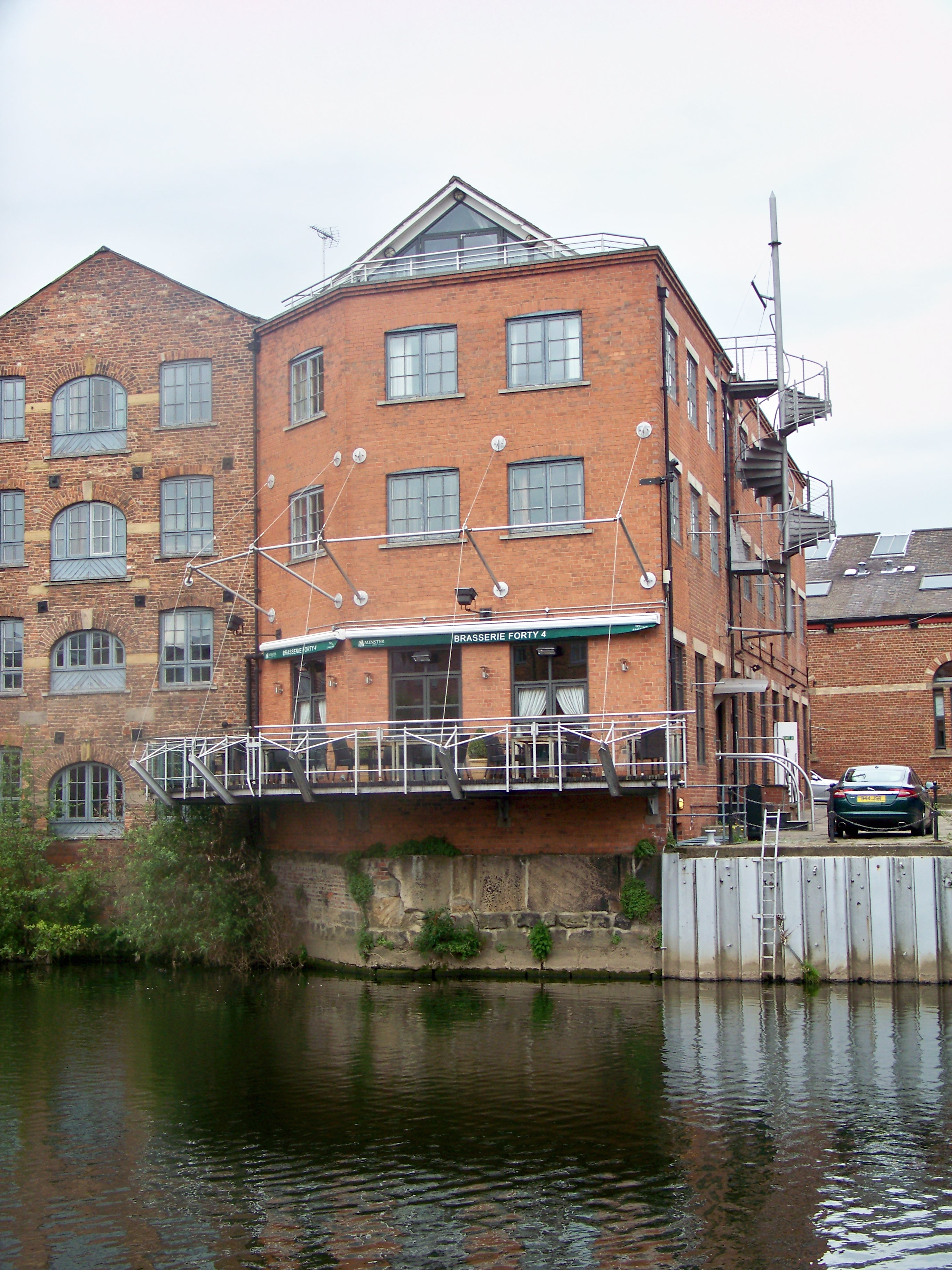
Folyóparti brasserie Leedsben, West Yorkshire, Anglia

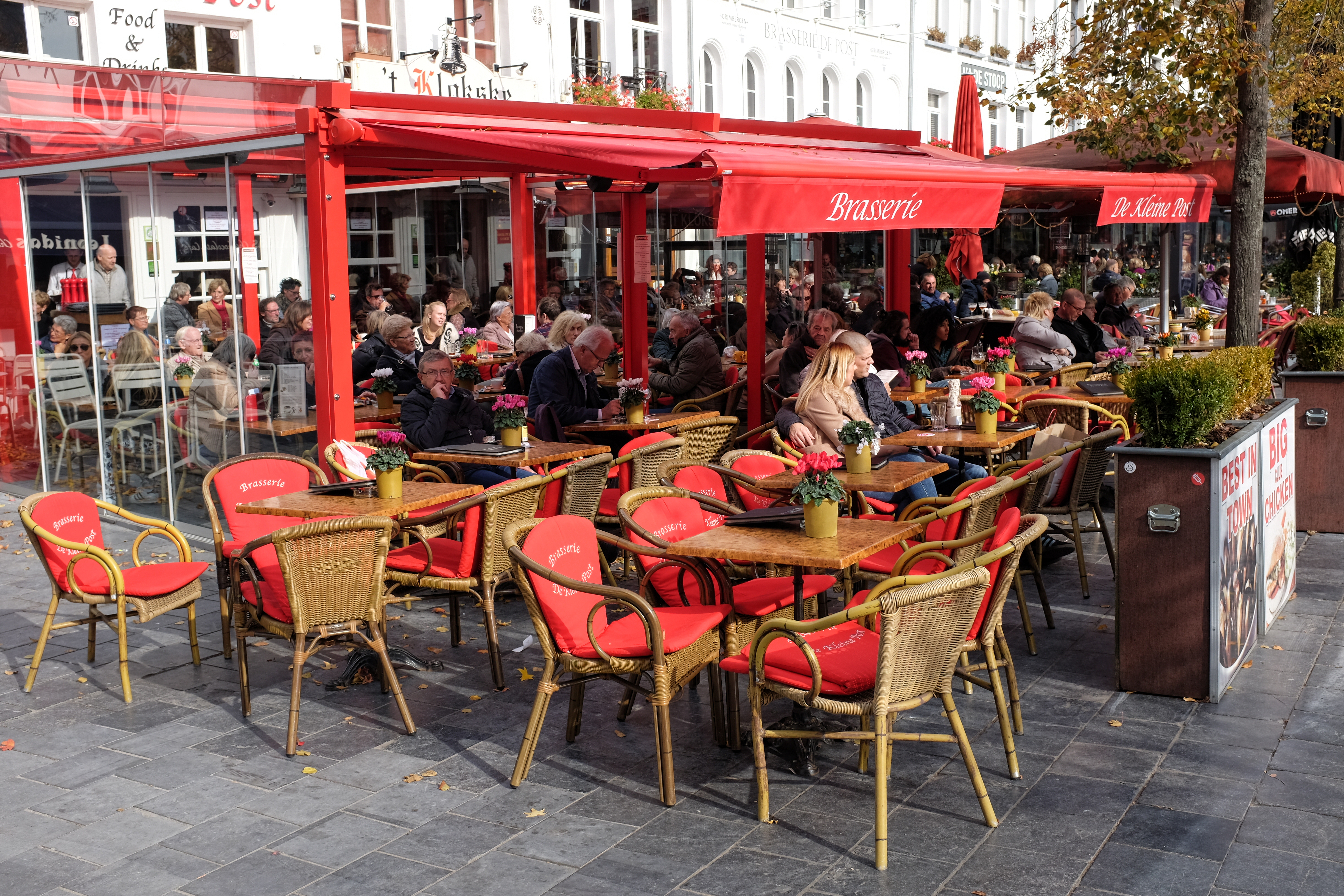
Brasserie, Groenplaats, Antwerpen

A brasserie étteremtípus, általában Franciaországban és a frankofón világban. Fesztelen stílusú, egytálételeket és egyéb ételt felszolgáló hely. A francia brasserie szó jelentése „sörfőzde”, vagy a sörfőzés mint üzlet. A brasserie típusú étteremben szakképzett felszolgálásra lehet számítani, nyomtatott étlapra és hagyományosan fehér asztalterítőre. A bisztró típusú éttermekben mindezek nem feltétlenül vannak meg. A brasserie tipikusan egész héten nyitva van, és egész nap ugyanazt szolgálja fel. Klasszikus brasserie-étel például a steak frites (steak sült burgonyával).

## Etimológiája
A „brasserie” francia szó, szó szerint „sörfőzde”. Eredete: a „főzni, sört főzni” jelentésű közép-francia brasser szóból, az ófrancia bracier, a közlatin braciare szavakból, amelyek kelta eredetűek. 
Az éttermekre eredetileg valószínűleg azért kezdték használni, mert a sört helyben főzték, nem máshonnan hozták. Az efféle fogadókhoz az étel- és szállásszolgáltatáson kívül ez is hozzátartozott. Az 1901-es Chambers's Twentieth Century Dictionary of the English Language (Chambers szótár) úgy határozta meg a brasserie-t, mint „bármely sörkert vagy szalon Franciaországban”. Egy 2000-es, másik angol nyelvű szótár, The New Penguin English Dictionary definíciója: „kicsi, nem formális, francia stílusú étterem”.

## Északnyugat-Franciaország és az Egyesült Királyság
Észak-Franciaországban, különösen a belga határ környékén (ahol hagyományosan francia stílusú söröket főznek), új virágkorukat élik az éttermekké és szállókká alakított régi sörfőzdék, amelyek ismét saját söreiket főzik kézművesként. Az Egyesült Királyságban is gyakran használják a szót kis, általában városközponti éttermekre. Ezeknek azonban általában nincs közük a sörfőzéshez.